# Lethrinops longimanus
Lethrinops longimanus és una espècie de peix de la família dels cíclids i de l'ordre dels perciformes. Els adults poden assolir fins a 15,3 cm de longitud total. És un endemisme del llac Malawi (Àfrica oriental).